# Rangeela
Pour plus de détails, voir Fiche technique et Distribution.
Rangeela (रंगीला) est un film indien réalisé par Ram Gopal Varma sorti en 1995.
Le rôle principal de cette comédie romantique basée sur un triangle amoureux est tenu par Urmila Matondkar entourée d'Aamir Khan et Jackie Shroff. C'est la première composition d'A.R. Rahman pour Bollywood.

## Synopsis
Mili est une jeune fille moderne issue de la classe moyenne de Bombay qui travaille comme danseuse figurante dans l'industrie bollywoodienne. Elle court les castings dans l'espoir d'être reconnue et d'incarner un jour l'héroïne principale d'un film. Son ami d'enfance, Munna, est un jeune orphelin de la trempe du "loser", menteur, tricheur, voleur, bagarreur... Il vend des places de cinéma au noir et vit de petits délits. Mais il a aussi un grand cœur et encourage depuis toujours Mili à persévérer dans ses projets, même s'ils se chamaillent souvent, pour se rabibocher très vite. Après une répétition, Munna se rend compte que la teneur de ses sentiments envers Mili a évolué et qu'il est amoureux. Il en fait part à son meilleur ami mais n'arrive pas à déclarer sa flamme à Mili, tant il est persuadé qu'elle se moquera de lui.
Alors qu'elle danse sur une plage, Mili est remarquée par Raj Kamal, un célèbre acteur qui lui propose de faire un essai pour le film dans lequel il tourne. Malheureusement, envahie par le trac et l'émotion, elle rate son audition. Raj insiste alors auprès des producteurs pour qu'elle obtienne une seconde chance et, sa prestation étant plus convaincante, elle est engagée sous les applaudissements du plateau de tournage. Munna n'y est pas pour rien puisqu'il l'a encore une fois aidée dans ses répétitions. L'ascension de Mili est phénoménale, elle devient rapidement une star adulée, tandis que Raj tombe chaque jour davantage sous son charme.

## Fiche technique
Sauf indication contraire, les informations mentionnées dans cette section peuvent être confirmées par la base de données cinématographiques IMDb,  présente dans la section « Liens externes ».
- Titre : Rangeela
- Titre original : रंगीला
- Réalisation : Ram Gopal Varma
- Scénario : Ram Gopal Varma
- Direction artistique : R. Verman Shetty
- Décors : Velamati Venkata Narayana Prasad
- Photographie : W.B. Rao
- Musique : A.R. Rahman
- Montage : Srinivas
- Production : Ram Gopal Varma
- Sociétés de production : Jhamu Sughand Productions
- Sociétés de distribution : Pathfinder Pictures, Shemaroo Video Pvt. Ltd.
- Pays d'origine :  Inde
- Langue : hindi
- Format : Couleur (Technicolor) - 2.35 : 1 - Dolby SR, LC-Concept Digital Sound
- Genre : Comédie dramatique, romantique et film musical
- Durée : 142 minutes
- Dates de sorties en salles  :
  - Inde : 8 septembre 1995

## Distribution
- Urmila Matondkar : Mili Joshi
- Aamir Khan : Munna
- Jackie Shroff : Raj Kamal
- Gulshan Grover : Steven Kapoor
- Achyut Potdar : Mr Joshi
- Reema Lagoo : Mme Joshi
- Avtar Gill : P.C.
- Rajesh Joshi : Pakya
- Suman	: Motilal

## Musique
Le film comporte 7 chansons écrites par Mehboob et composées par A.R. Rahman dont c'est la première création pour Bollywood. La bande originale rencontre un vif succès populaire et est récompensée à plusieurs reprises lors des Filmfare Awards 1996.
| 1.    | Rangeela Re                         | Asha Bhosle, Adiya Narayan | 5:34 |
| 2.    | Hai Rama                            | Hariharan, Swarnalatha     | 6:46 |
| 3.    | Kya Kare Kya Na Kare                | Udit Narayan               | 5:42 |
| 4.    | A.R. Rahman, Shweta Shetty          | Mangta Hai Kya             | 6:45 |
| 5.    | Suresh Wadkar, Kavita Krishnamurthy | Pyar Ye Jaane Kaisa        | 4:59 |
| 6.    | Asha Bhosle                         | Tanha Tanha Yahan Pe Jeena | 5:36 |
| 7.    | Udit Narayan, Chitra                | Yaaro Sun Lo Zara          | 5:53 |
| 44:02 |                                     |                            |      |

## Distinctions
| Date            | Distinction     | Catégorie                           | Nom              | Résultat   |
| --------------- | --------------- | ----------------------------------- | ---------------- | ---------- |
| 25 février 1995 | Filmfare Awards | Meilleure histoire                  | Ram Gopal Varma  | Lauréat    |
| 25 février 1995 | Filmfare Awards | Meilleur film                       | Ram Gopal Varma  | Nomination |
| 25 février 1995 | Filmfare Awards | Meilleur réalisateur                | Ram Gopal Varma  | Nomination |
| 24 février 1996 | Filmfare Awards | Meilleur acteur dans un second rôle | Jackie Shroff    | Lauréat    |
| 24 février 1996 | Filmfare Awards | Meilleure direction musicale        | A. R. Rahman     | Lauréat    |
| 24 février 1996 | Filmfare Awards | Meilleure actrice                   | Urmila Matondkar | Nomination |

## Box-office
Rangeela a une très bonne ouverture à la billetterie avec des recettes qui s'élèvent à 120 000 000 roupies lors de son premier weekend, il finit par engranger 212 500 000 roupies et est qualifié de « succès».